# Acromyrmex hystrix
Acromyrmex hystrix là một loài kiến ăn lá Tân Thế giới, trong họ Myrmicinae thuộc chi Acromyrmex. Loài này thuộc một trong hai chi kiến nấm thuộc tông Attini.

## Phân bố
Loài này có thể được tìm thấy ở các vùng bao gồm the Amazon và Ecuador.

## Phụ loài
- Acromyrmex hystrix ajax
- Acromyrmex hystrix hystrix[4]